# Василькова, Татьяна Вергеевна
Татьяна Вергеевна Василькова (в некоторых источниках отчество указан как Сергеевна, бел. Таццяна Вяргееўна Васількова; 25 октября 1933 года, д. Яново, Ветковский район — 21 сентября 1983 года) — Герой Социалистического Труда (1966).

## Биография

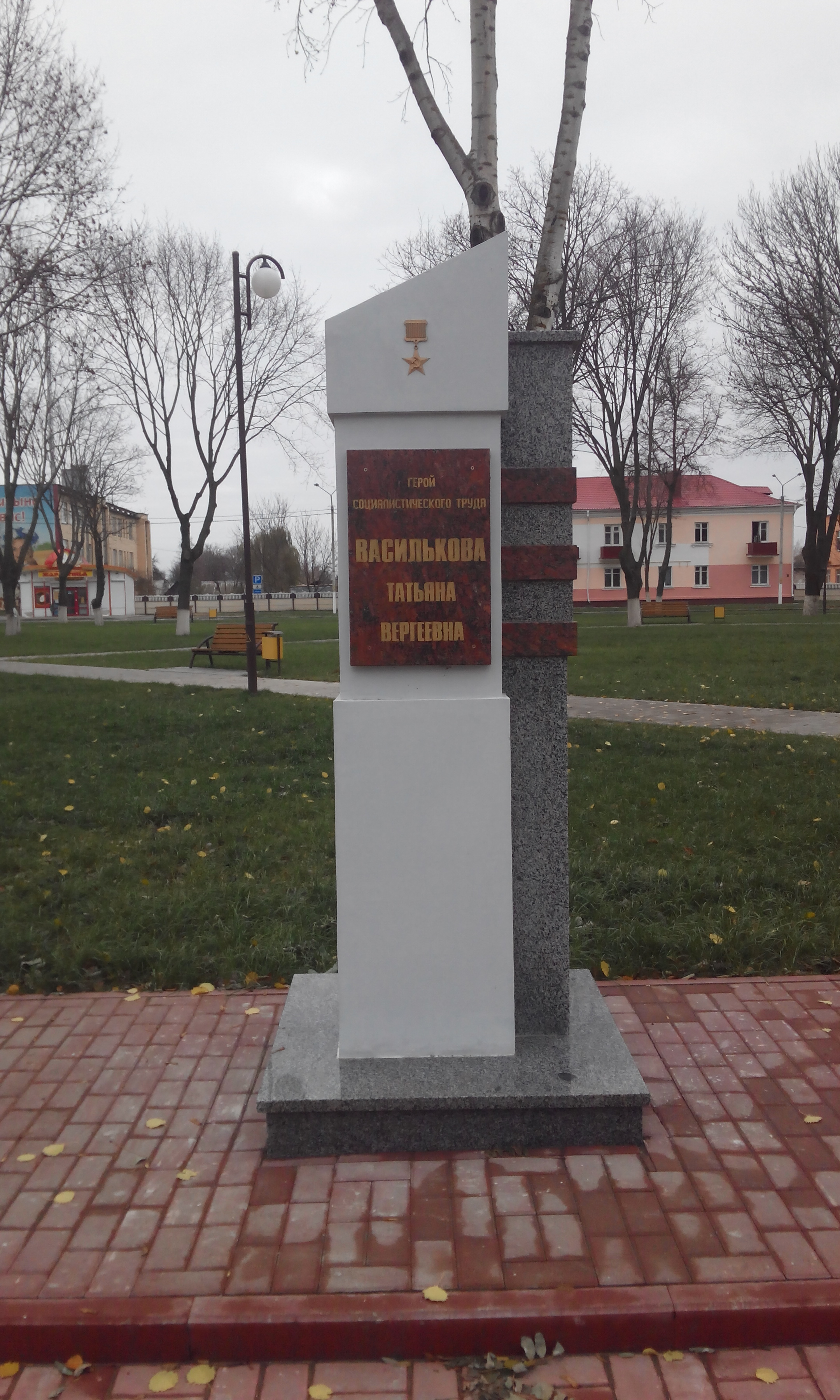
Стела в честь Т. Васильковой на Аллее Героев — знаменитых уроженцев Ветковского района

С 1954 года — доярка, с 1971 года — подсчитывальница на молочно-товарной ферме колхоза имени Ленина Гомельского района.

## Награды и звания
Звание Героя присвоено за успехи в развитии животноводства, увеличение производительности и заготовок сельскохозяйственной продукции.

## Память

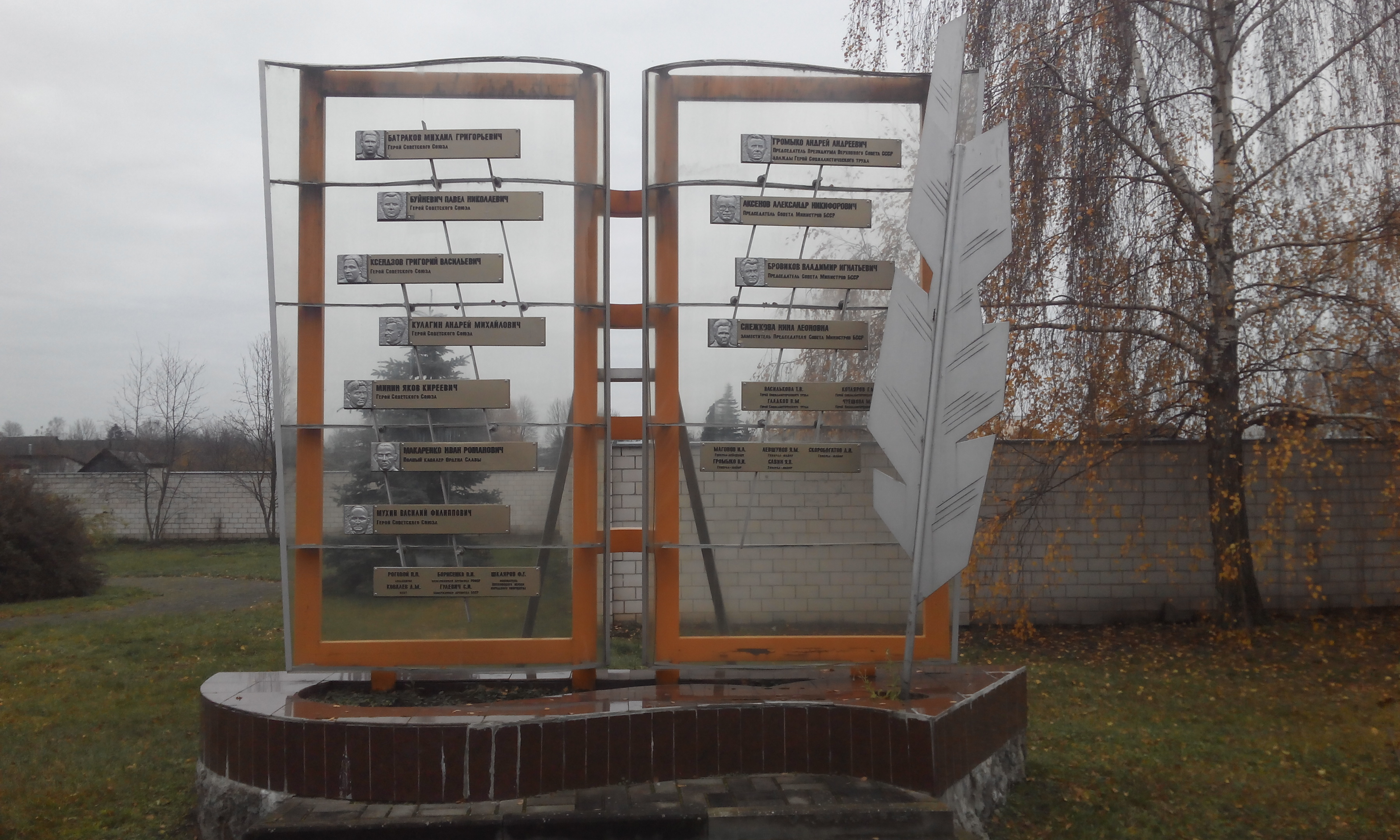
Памятник известным уроженцам Ветковского района в Ветке (Гомельской области)

- Памятник известным уроженцам Ветковского района в Ветке (Гомельской области)Стела в честь Т. Васильковой на Аллее Героев — знаменитых уроженцев Ветковского района. Расположена в Ветке (Гомельская область), на центральной площади.
- Имя на памятнике известным уроженцам Ветковского района. Памятник в форме раскрытой книги установлен в Ветке (Гомельская область).